# Bloomberg News
Bloomberg News, comunemente conosciuta come Bloomberg, è un'agenzia di stampa internazionale, tra le più note al mondo, con sede a New York e fondata nel 1990 come divisione di Bloomberg. Il suo direttore editoriale è John Micklethwait.

## Storia
Bloomberg News è stata fondata nel 1990 con un team iniziale di sei giornalisti. Nel 2010 Bloomberg News può contare su più di 2300 redattori e reporter che lavorano in 146 redazioni distribuite in 72 Paesi in tutto il mondo. Bloomberg News pubblica nel giorno medio più di 5000 stories originali, fornite in abbonamento a più di 450 quotidiani in tutto il mondo.
Nel 1999 il periodico mensile Bloomberg Markets è divenuto parte di Bloomberg News, con Ronald Henkoff come direttore editoriale sotto la supervisione di Matt Winkler.
Il contenuto editoriale prodotto da Bloomberg News è distribuito attraverso il Bloomberg Terminal, Bloomberg Television, Bloomberg Radio, e i periodici Bloomberg Businessweek e Bloomberg Markets.
Nel 2009 Bloomberg News ha firmato un accordo di partenariato con il  The Washington Post per lanciare un servizio internazionale di news chiamato The Washington Post News Service with Bloomberg News che distribuisce contenuto prodotto da entrambe le testate.
Nel 2011 è stato raggiunto un accordo con il Gruppo Editoriale L'Espresso, il primo al di fuori degli Stati Uniti, per una nuova sezione di "Economia & Finanza" del quotidiano la Repubblica in partenariato con Bloomberg.

## Bloomberg View
Bloomberg View è una divisione editoriale di Bloomberg News lanciata nel maggio 2011, e si avvale della collaborazione di editorialisti, autori e redattori sui più importanti temi di maggiore attualità. David Shipley, già Op-Ed page editor al The New York Times, è il caporedattore di Bloomberg View.